# Dommuseum Fulda

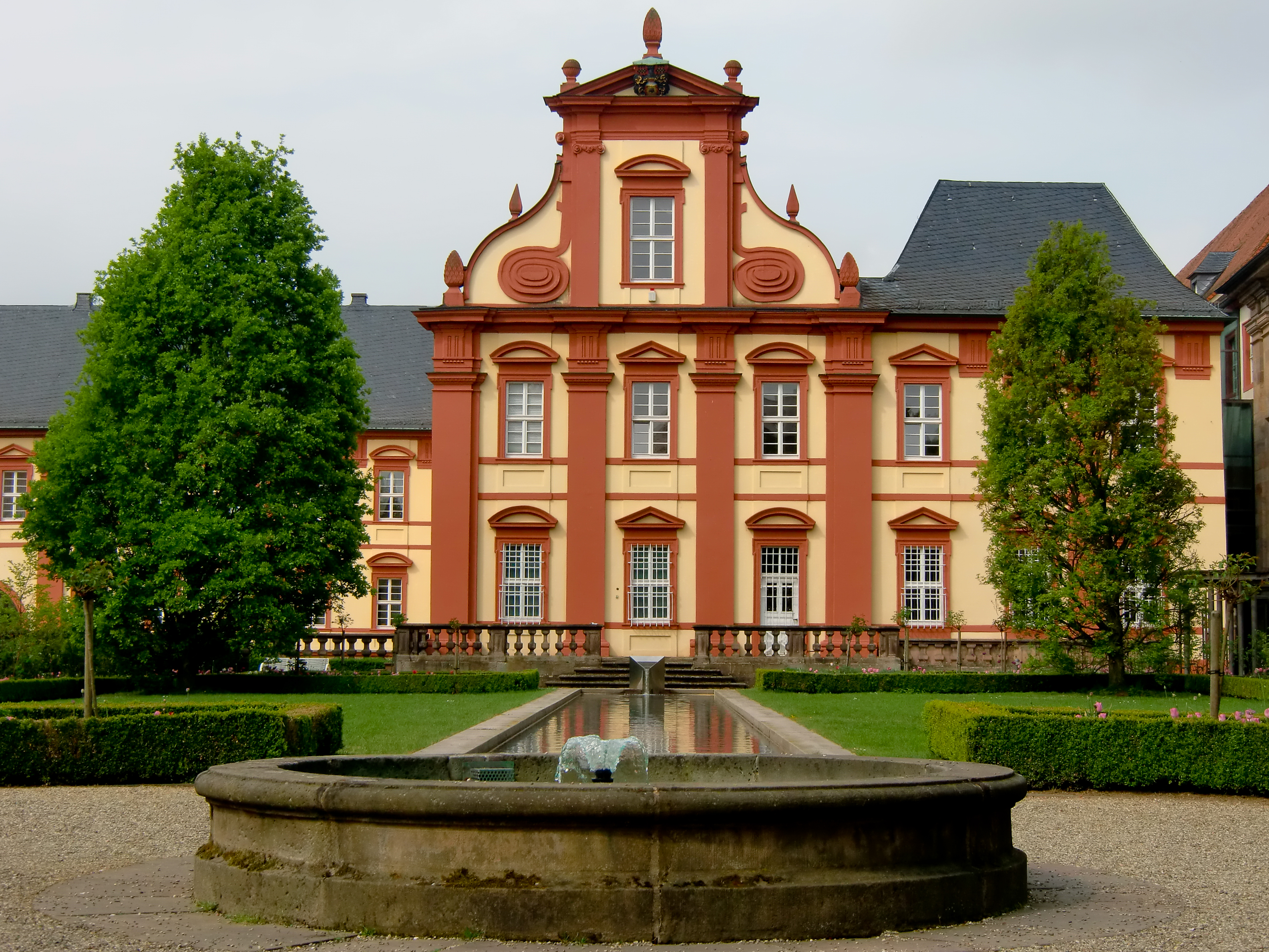
Domdechanei

Das Dommuseum Fulda ist ein Museum in Fulda auf der Südseite des Fuldaer Doms. Die dort ausgestellte religiöse Kunst und weitere materielle Hinterlassenschaften aus der Zeit seit dem 8. Jahrhundert stammen aus der ursprünglichen Abteikirche und der heutigen Domkirche des Bistums. Sie bilden den Bestand des Museums. Die Kirche ist seit 754 Grabeskirche des Heiligen Bonifatius. Drei Sammlungsschwerpunkte entstanden durch die unmittelbare Überlieferung aus dem Dombereich, dann durch eine private Sammlung, schließlich durch eine archäologische Grabung.

## Geschichte
Das Museum wurde 1914 zum ersten Mal eröffnet, 1954 zum zweiten Mal. Die erneute Gründung erfolgte auf Anregung des Domdechanten und Weihbischofs Adolf Bolte. 1994 wurde das Haus nach einer umfassenden Renovierung erneut eröffnet.

## Bestände, Ausstellungskonzept

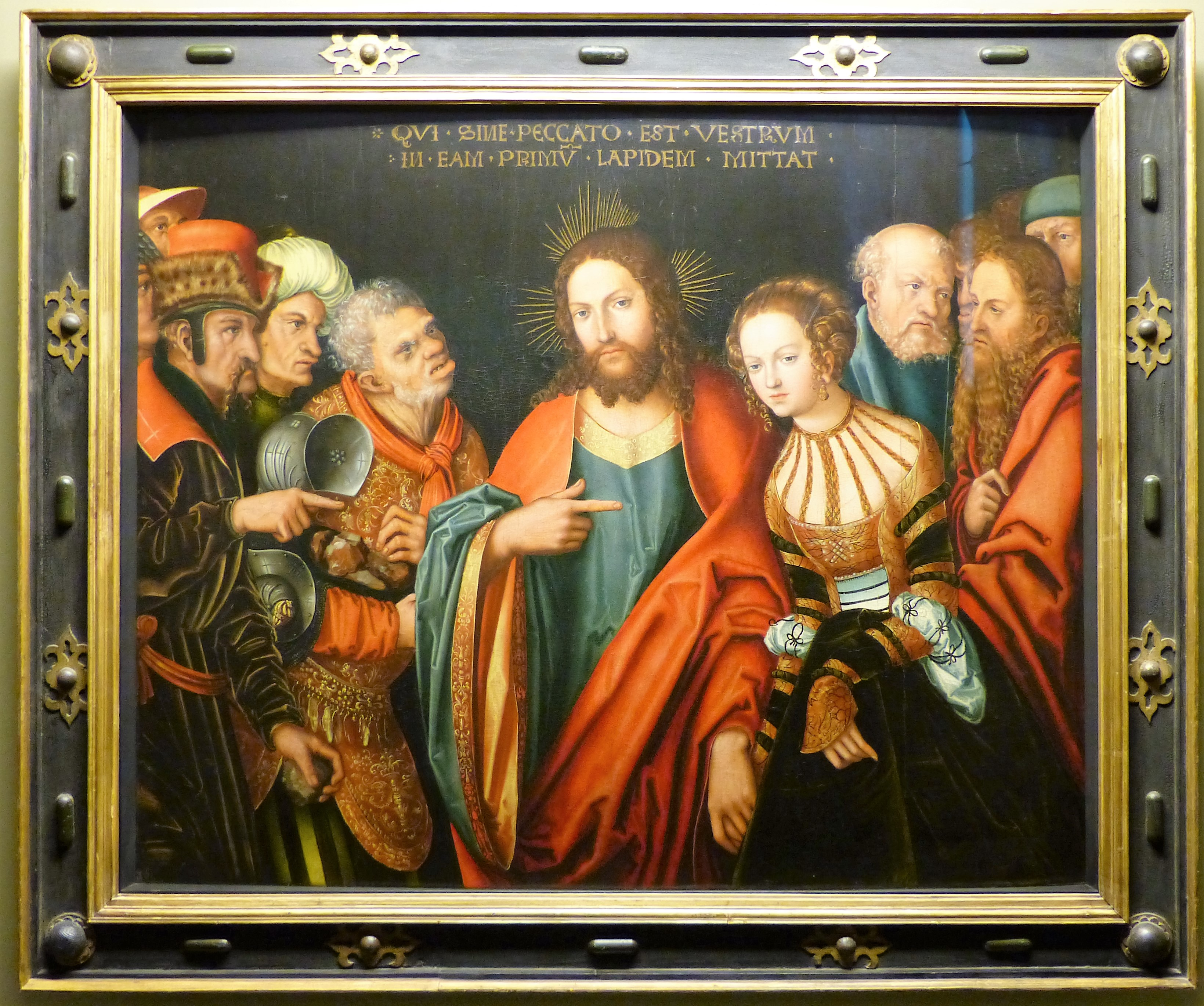
Lucas Cranach d. Ä.: Christus und die Ehebrecherin, Öltempera auf Holz, Dommuseum Fulda

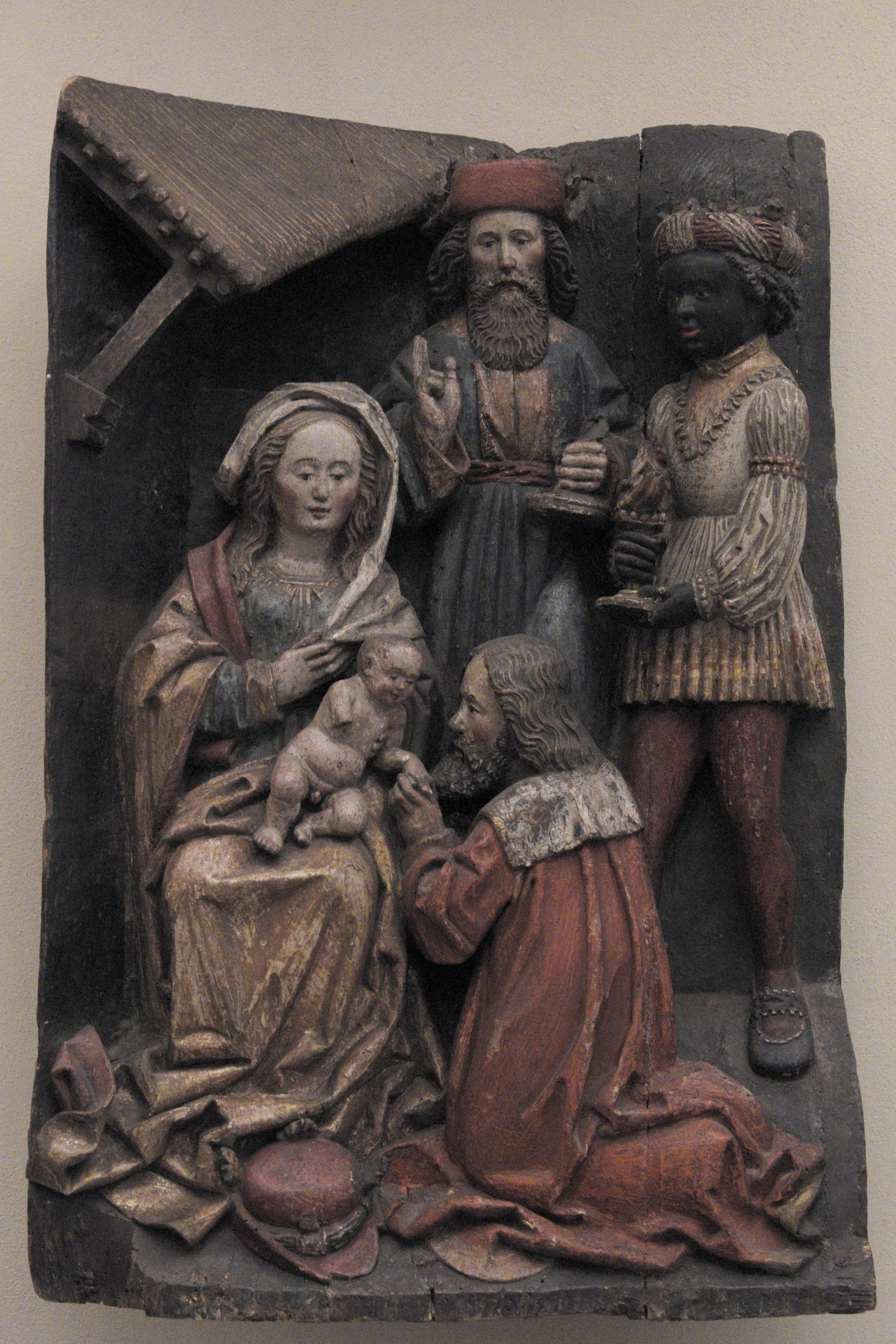
Anbetung der hl. drei Könige, um 1500

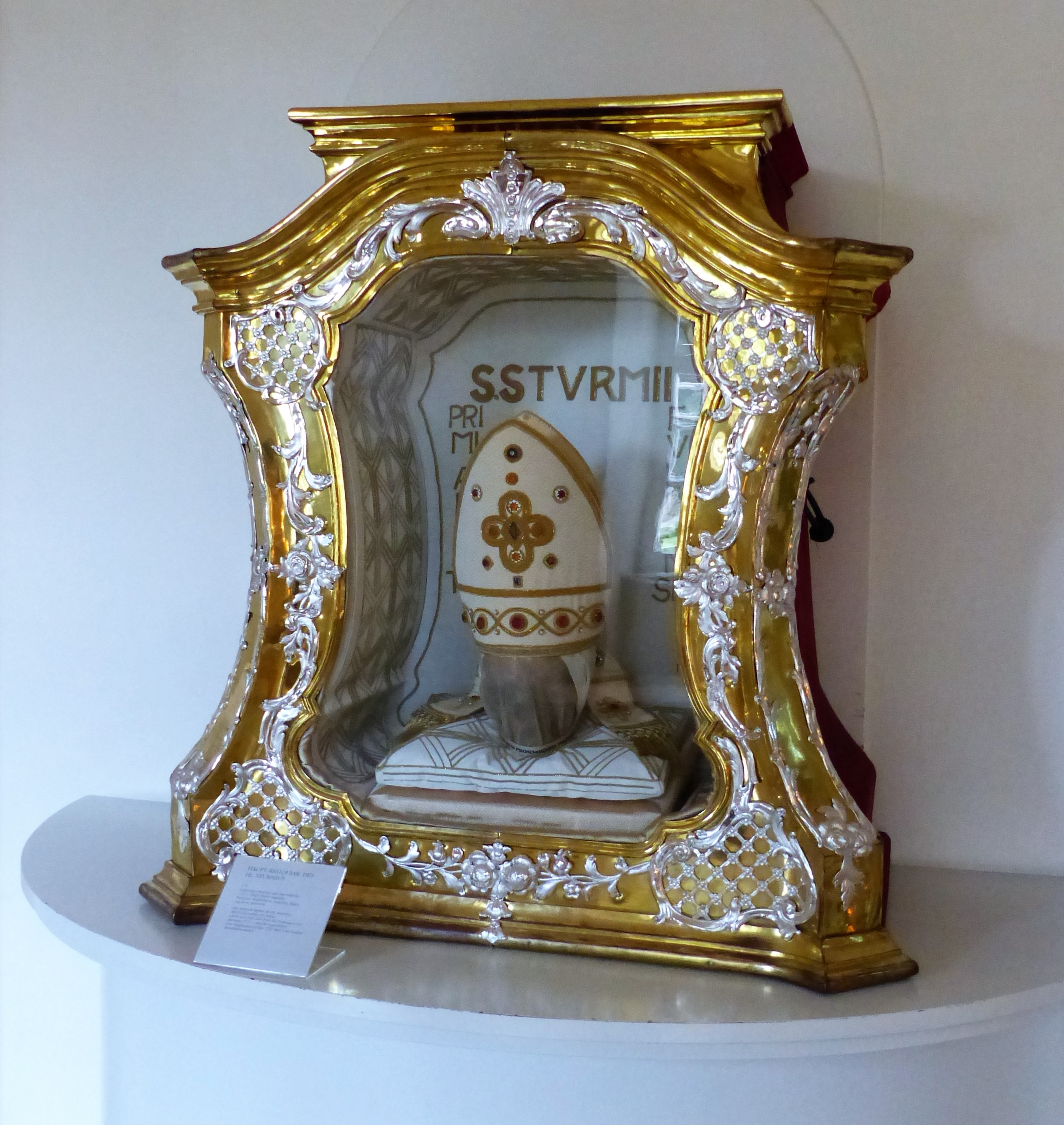
Reliquiar des Sturmius

Die Raum- und Wegeabfolge folgt, abgesehen von der Anfang der 1990er Jahre gebauten Eingangshalle, der überlieferten Bausubstanz, nämlich den Räumen der ehemaligen Seminarkapelle und der Domdechanei (erbaut 1700 bis 1704). Dabei werden die mittelalterlichen Artefakte in spätmittelalterlichen Räumen gezeigt, die barocken in barocken Räumen.
Bauplastik der karolingischen Ratgarbasilika repräsentiert dabei die frühmittelalterliche Kunst, aber auch Reliquien, während zahlreiche barocke liturgische Geräte, Amtskleider und Teile des Silbernen Altares die Epoche des 18. Jahrhunderts erschließen. Letzterer birgt die Hauptreliquien des Bonifatius und seines Schülers und Klostergründers Sturmius.
Ein zentrales Kunstwerk, wenn nicht „das wertvollste Gemälde des Museums“, stellt Die Ehebrecherin von Lucas Cranach d. Ä. dar, ein Werk, das um 1512 entstand. Die Stücke der ersteren Sammlung, zu der viele karolingische und romanische Steinfragmente und Spolien zählen, aber auch Grabsteine und Sarkophage, wurden erst zu Beginn des 20. Jahrhunderts bei den archäologischen Ausgrabungen Joseph Vonderaus im Bereich des ehemaligen Klosters geborgen. 
Eine dritte Sammlung stellte der Domkapitular und Bistumsverweser Konrad Hahne (1809–1880) zusammen, die er 1875 der Stadt Fulda zur Gründung des Städtischen Museums überließ. Sie wird bis heute weiter ergänzt. Dabei handelt es sich um mittelalterliche Plastik und Bildwerke des Fuldaer und darüber hinaus des hessischen Raumes, wie etwa die Passions- und Altarbilder des Hofmalers Johann Heinrich Tischbein d. Ä. aus der zerstörten Elisabethkirche in Kassel. In zahlreichen Werken spiegelt sich die Bonifatiusverehrung wider.
Der ursprüngliche Sammlungsschwerpunkt besteht aus liturgischem Gerät und dem erheblichen Bestand an barocken Paramenten. Eine Sondergruppe bilden die „Bonifatianischen Altertümer“, zu denen der Bonifatiusstab aus dem 12. Jahrhundert oder der mittelalterliche Ragyndrudis-Codex zählt, den Bonifatius der Legende nach zur Abwehr der tödlichen Schwerthiebe gebrauchte.